# Панфілов Євген Павлович
Євген Павлович Панфілов (нар. 29 серпня 1939, Харків, УРСР — пом. 11 червня 2017, Харків, Україна) — радянський футболіст півзахисник. Майстер спорту СРСР (1961).

## Кар'єра гравця
Євген Панфілов народився 29 серпня 1939 року в Харкові. Вихованець юнацької команди харківського ГорОНО. Першим професіональним тренером Євгена в 1955 році став наставник «Гродно» Д.Г. Старцев. У 1967 році приєднався до харківського «Авангарду», але того сезону виступав виключно за дубль харків'ян, але вже з наступного сезону почав залучатися й до ігор головної команди. У 1959 році допоміг «Авангарду» здобути путівку до Вищої ліги союзного чемпіонату. У «вищці» дебютував 31 травня 1960 року в програному (0:5) виїзному поєдинку 10-го туру попереднього етапу підгрупи 1 проти клубу СКА (Ростов-на-Дону). Євген вийшов на поле в стартовому складі та відіграв увесь матч. Дебютним голом у вищому дивізіоні відзначився 5 квітня 1963 року на 53-ій хвилині програного (1:2) домашнього поєдинку 2-го туру 1-ї підгрупи класу «А» проти мінського «Динамо». Панфілов вийшов на поле в стартовому складі та відіграв увесь матч. Але 37 матчів та 3 забиті м'яч Євгена Панфілова того сезону не допомогли «Авангарду» уникнути вильоту до Першої ліги. У 1963 році Панфіловим зацікавилися «Зеніт» та ЦСКА. Московська команда почала погрожувати мобілізацією, але завдяки втручанню першого секретаря Харківського обкому партії Г.І. Ващенка, Євген залишився в Харкові. З 1966 по 1969 роки був капітаном команди. У 1969 році завершив кар'єру футболіста, протягом якої в футболці «Металіста» зіграв 327 матчів та відзначився 21-им голом.

## Кар'єра тренера
З 1970 року Євген Павлович працював старшим тренером груп підготовки старших юнаків при команді майстрів «Металіст», які брали участь в першості СРСР. З 1976 по 1982 роки був директором ДЮСШ-5 Жовтневого району, з 1982 по 1986 роки - директором першої в Харкові ДЮСШ з хокею з шайбою, потім - директором спортінтернату № 2 зимових видів, з 1987 року - директором, а пізніше інструктором-методистом ДЮСШ-1 Київського району.

## Відзнаки
Нагороджений багатьма медалями та знаками. У 1982 році нагороджений знаком «Відмінник народної освіти УРСР», 7 травня 2008 року, на честь 100-річчя харківського футболу, нагороджений Орденом «За заслуги» 3-го ступеню.